# Karen Wetterhahn
Karen Wetterhahn (16 de octubre de 1948 - 8 de junio de 1997) fue una científica estadounidense, doctora en química de la Universidad de Columbia, que se desempeñaba como profesora en el Dartmouth College, Nuevo Hampshire, cuando sufrió un accidente trabajando en su laboratorio. La doctora Wetterhahn se especializaba en la exposición a metales tóxicos. Fue noticia nacional cuando murió a los 48 años debido a una exposición accidental al compuesto orgánico dimetilmercurio (Hg(CH3)2). Los guantes protectores de la época fueron insuficientes para parar los efectos mortales que se desarrollaron meses después del incidente en el que estuvo en contacto con unas pocas gotas.

## Accidente
El 14 de agosto de 1996, Wetterhahn estaba estudiando la manera en la que interactúan los iones de mercurio con las proteínas reparadoras del ADN y estaba usando dimetilmercurio como material de referencia estándar para las medidas de espectroscopía de RMN 199Hg.
Wetterhahn, especialista en metales tóxicos, se envenenó accidentalmente en su laboratorio cuando unas pocas gotas del compuesto transparente penetraron en su guante protector. El dimetilmercurio es un compuesto sintético usado casi exclusivamente como referencia estándar en un tipo concreto de análisis químico. Wetterhahn estaba investigando las propiedades tóxicas de otro metal pesado altamente tóxico, el cadmio, usando el dimetilmercurio como punto de referencia.
El vertido accidental ocurrió el 14 de agosto de 1996, pero los síntomas de su envenenamiento por mercurio no se detectaron hasta seis meses después, cuando este era irreversible. Wetterhahn enfermó súbitamente en enero de 1997 y fue hospitalizada; entonces cayó en un coma que duró hasta junio, cuando se le retiró el soporte vital y murió.
Wetterhahn recordó que había derramado varias gotas de dimetilmercurio desde la punta de la pipeta hasta la mano protegida por el guante de látex. Posteriormente, su exposición fue confirmada por un análisis capilar que mostraba un aumento drástico en mercurio 17 días después de la exposición, seguida por una disminución gradual. Pruebas posteriores mostraron que el dimetilmercurio puede atravesar distintos tipos de guantes de látex e introducirse en la piel en 15 segundos.
Cinco meses después de la exposición, se hizo evidente que algunos síntomas neurológicos iniciales como la pérdida de equilibrio o la dificultad para hablar eran causados por un envenenamiento por mercurio. Fue admitida en el hospital, donde se descubrió que una sola exposición a dimetilmercurio había aumentado sus niveles de mercurio en sangre a 4000 microgramos por litro, u 80 veces el umbral tóxico. El contenido de mercurio en orina había aumentado a 234μg/L; el rango normal va de 1 a 5 y el nivel tóxico es mayor a 50 μg/L.
A pesar de la agresiva terapia quelante, su estado se deterioró rápidamente y tres semanas después de aparecer sus primeros síntomas, cayó en un coma descrito por uno de sus antiguos estudiantes como no ser "...el tipo de coma que yo esperaba...Se agitaba. Su marido vio lágrimas bajando por sus mejillas. Le pregunté si sentía dolor. Los médicos dijeron que no parecía que su cerebro pudiera siquiera registrar el dolor." Wetterhahn murió pocos meses después, menos de un año tras la exposición inicial.
Previamente, han existido casos documentados de muertes por envenenamiento por dimetilmercurio. En 1865, dos ayudantes de laboratorio ingleses murieron varias semanas después de ayudar a sintetizar dimetilmercurio por primera vez. En 1972, un químico checo de 28 años en Checoslovaquia, sufrió los mismos síntomas de Wetterhahn tras sintetizar 6 kg del compuesto.

## Legado
La muerte de Karen Wetterhahn no solo sorprendió a todo el departamento de química sino también a las agencias reguladoras, ya que la exposición accidental ocurrió a pesar de haber tomado todas las medidas conocidas en ese tiempo. Estas incluían el uso de guantes de látex, la campana extractora de humos, y el cumplimiento de las medidas de seguridad estándar. Después de que se descubriera el envenenamiento por mercurio de Wetterhahn, sus compañeros probaron varios guantes de seguridad contra el dimetilmercurio y descubrieron que la pequeña molécula apolar atravesaba la mayoría en segundos, mucho más rápido de lo esperado. Como resultado, ahora se recomienda usar unos guantes laminados de plásticos, flexibles y muy resistentes cuando se manipule dimetilmercurio y otras sustancias igual de peligrosas. Para aumentar la protección, se pueden usar bajo unos guantes de neopreno, por ejemplo.
En esa época, el dimetilmercurio era un estándar de calibración común para espectroscopía de RMN 199Hg porque tenía ciertas ventajas sobre las alternativas existentes. Como consecuencia del accidente de Wetterhahn, se han revisado las recomendaciones y fichas FDS, y se ha desalentado el uso de dimetilmercurio .
Desde entonces Darthmouth College ha establecido un galardón en nombre de Wetterhahn para animar a otras mujeres a seguir sus carreras científicas. Siempre que sea posible, en la entrega del premio se dará preferencia a otras mujeres. El Instituto Nacional de Ciencias de Salud Ambiental (NIEHS) también mantiene un premio anual para los estudiantes graduados o investigadores posdoctorales en honor a Karen Wetterhahn.
Wetterhahn ayudó a establecer el Proyecto Mujeres en la Ciencia del Dartmouth College (WISP), que ayudó a aumentar el número de mujeres en carreras de ciencia del 13 al 25% en Dartmouth College y convertirse en un modelo nacional.